# Ted Jensen
Ted Jensen (New Haven, 19 settembre 1954) è un tecnico del suono statunitense.

## Biografia
Attivo come fonico e tecnico di mastering, ha collaborato con artisti come Billy Joel, Green Day, Talking Heads, Norah Jones, Anastacia, Madonna, Eagles, Deftones, Carlos Santana, Eric Clapton, Arcade Fire, Coldplay, Bring Me the Horizon, Kings of Leon, Muse, Alice in Chains, Dave Matthews Band e altri.
Ha girato inoltre numerosi documentari ed eventi televisivi musicali.
Il suo studio, chiamato Sterling Sound, è situato a New York.

## Premi
Ha vinto 16 Grammy Award nelle categorie "registrazione dell'anno", "album dell'anno", "miglior ingegneria non classica".